# Disney Cinema
Disney Cinema (ou Disney Cinéma) foi um canal de televisão francês e um serviço sob demanda de propriedade da The Walt Disney Company Limited em Londres. Este canal substituiu o antigo canal Disney Cinemagic em 8 de maio de 2015.
O canal operava junto a outros canais da Disney, como Disney Channel, Disney Junior e Disney XD, na plataforma Canal+. Os filmes da Disney eram exibidos no canal dez meses após seu lançamento nos cinemas, durante a primeira janela de exibição na TV paga. Para os filmes da franquia Star Wars, esse período era de 22 meses.
Em 2020, o Disney Cinema encerrou suas atividades, juntamente com o Disney XD e teve seu conteúdo disponibilizado no Disney+.